# Jean-Baptiste-Alexis Chambon
Jean-Baptiste Alexis Chambon né le 18 mars 1875 à Vollore-Ville, dans le Puy-de-Dôme et mort à Yokohama le 8 septembre 1948 est un missionnaire catholique français au Japon qui fut archevêque de Tokyo puis de Yokohama.

## Biographie
Après des études au Séminaire des Missions étrangères de Paris , il est ordonné prêtre le 23 septembre 1899 et s'embarque pour le Japon avec comme destination Hakodate, le 24 octobre 1899. 
Dans le diocèse de Hakodaté, il est d'abord  chargé du poste d'Ichinoseki, puis du séminaire pendant trois ans, et de 1905 à 1914, il en est le curé. Il est alors atteint par l'ordre de mobilisation et doit rentrer en France. La guerre finie, il revient au Japon en 1918 puis intègre le Conseil central de la société des missions étrangères. 
Le 16 mars 1927, Pie XI le nomme archevêque de Tokyo. Il est consacré par Mgr de Guébriant, supérieur général des Missions étrangères de Paris, le 4 mai suivant. Il consacre Mgr Breton évêque de Fukuoka en 1931.
Le 9 novembre 1937, le diocèse de Yokohama est érigé par division de l'archidiocèse de Tokyo. Ce dernier est confié à un évêque japonais, Mgr Peter Tatsuo Doi et Mgr Chambon est nommé archevêque-évêque de Yokohama. Il démissionne en 1940 à la demande de Rome. Il est alors nommé supérieur régional des missionnaires de Yokohama, charge qu'il conserve jusqu'en 1948 lorsque son état de santé l'oblige à y renoncer. Il meurt à Yokohama peu après.